# Bleibtreustraße

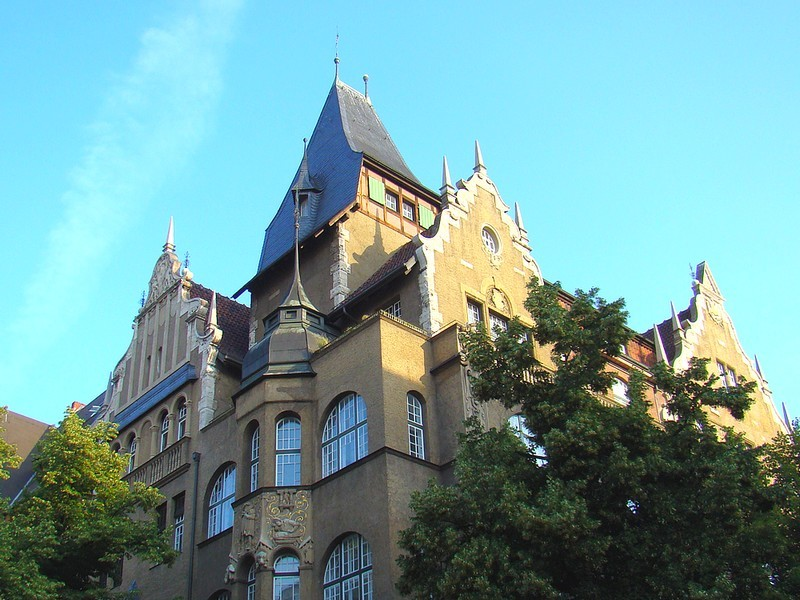
Haus in der Bleibtreustraße, 2008

Die Bleibtreustraße ist eine Straße im Berliner Ortsteil Charlottenburg.

## Lage
Ihren Anfang nimmt die Bleibtreustraße an der Lietzenburger Straße, kreuzt den Kurfürstendamm, die Mommsenstraße, die Kantstraße und endet an der Pestalozzistraße. Mit dem benachbarten Savignyplatz ist sie über den Else-Ury-Bogen verbunden, der gleichnamige S-Bahnhof wird von der Bleibtreustraße aus mit einem Aufzug erreicht.
Anfänglich trug die Straße im Bebauungsplan der Abt. V lediglich die Bezeichnung Straße 12a, bis sie am 20. August 1897 nach dem Maler und Grafiker Georg Bleibtreu benannt wurde, der bis zu seinem Tod im Oktober 1892 in der parallel verlaufenden Knesebeckstraße wohnte.

## Gedenktafeln prominenter Anwohner
- Bleibtreustraße 10/11: Mascha Kaléko, Dichterin, lebte hier zwischen 1936 und 1938. In der Zeit des Nationalsozialismus wurde sie ins Exil gezwungen, ihre Bücher wurden verboten.
- Bleibtreustraße 12: Gotthard Laske, Konfektionär, Bibliophile und Mäzen, beging 1936 Selbstmord, seine Frau Nelly Laske wurde 1943 nach Auschwitz deportiert und ermordet.
- Bleibtreustraße 15: Tilla Durieux, Schauspielerin, ab 1903 an den Reinhardt-Bühnen in Berlin. Emigration 1933, Rückkehr nach Berlin 1952, lebte hier von 1966 bis 1971.
- Bleibtreustraße 15: Alfred Flechtheim, Kunsthändler, Verleger und Förderer der modernen Kunst; Gründer und Herausgeber der Zeitschrift Der Querschnitt, lebte hier zwischen 1923 und 1933. 1933 musste er emigrieren. Er starb im Londoner Exil.
- Bleibtreustraße 34/35: Das erste Büro des 1880 in Petersburg gegründeten ORT (Organisation-Rehabilitation-Training), ein jüdisches Berufsfortbildungswerk zur Förderung von Handwerk und Landwirtschaft unter den Juden, befand sich hier seit 1921. 1937 eröffnete ORT seine eigene Fachschule in Berlin, die zu einem Teil noch 1939 nach England gerettet werden konnte.
- Bleibtreustraße 38/39: Nathan Zuntz, Begründer der Luftfahrtmedizin, Professor für Tierphysiologie, lebte hier von 1914 bis 1919.
- Bleibtreustraße 44: Juan Luria, auch Giovanni Luria, eigentlich Johannes Lorie oder Johannes Lorié wurde am 18. Mai 1943 in das Vernichtungslager Sobibor deportiert und bei Ankunft ermordet.

## Sonstiges
Bekannt wurde die Straße durch eine gewaltsame Auseinandersetzung zwischen Angehörigen des West-Berliner Rotlichtmilieus am 27. Juni 1970. Im Auftrag des Bordellunternehmers Hans Helmcke überfiel eine bewaffnete Bande unter Führung von Klaus Speer am Restaurant Bukarest konkurrierende iranische Zuhälter, tötete einen von ihnen und verletzte drei weitere. In Anlehnung an diese Schießerei war die Bleibtreustraße im Berliner Volksmund lange Zeit auch als „Bleistreustraße“ bekannt.
In der Bleibtreustraße 46 bezog 1937 der damalige Rechtsanwalt Kurt Georg Kiesinger, der spätere Bundeskanzler, eine Wohnung mit seiner Frau.
In der Bleibtreustraße 4 wohnte SS-Gruppenführer Hermann Fegelein, der als Deserteur wenige Tage vor Ende des Zweiten Weltkriegs in seine Wohnung floh und sich betrank. Er wurde dort verhaftet und kurze Zeit später hingerichtet.
In der Bleibtreustraße 2 wurde 1927 ein jüdisches Quellbad (Mikwe) eröffnet. Die Jüdische Gemeinde erwarb das Haus 1926 und eröffnete das Tauchbad im Erdgeschoss und Keller mit je einem Regenwasser- und einem Tiefwasserbassin sowie drei Tiefbädern. 1935 zog auch das Jüdische Wohlfahrts- und Jugendamt in das Haus, 1936 folgte die Jüdische Allgemeine Zeitung. Die Jüdische Gemeinde musste das Haus 1942 an Erika Brümmel, Witwe des 1942 verstorbenen Bezirksbürgermeisters von Berlin-Mitte, verkaufen, der Erlös wurde von der Gestapo beschlagnahmt. Zeitweilig diente das Haus als „Judenhaus“, in das jüdische Mieter zwangsweise eingewiesen wurden, bevor sie in Konzentrationslager deportiert und dort ermordet wurden. Auch die jüdischen Mieter des Hauses wurden abtransportiert, nur einer überlebte. Am Haus Bleibtreustraße 1 erinnert eine Gedenktafel an das Haus Bleibtreustraße 2.
Die Adresse Bleibtreustraße 34 ist in Form einer Anzeige in den Roman Ulysses von James Joyce hineinmontiert.
Das Gebäude wurde 1943 durch alliierte Bombenangriffe stark beschädigt und später abgerissen. Die Jüdische Gemeinde klagte ab 1951 mehr als 20 Jahre auf Rückgabe des Grundstücks gegen Frau Brümmel. 1956 entstand durch den Bezirk Charlottenburg auf dem Grundstück ein Spielplatz.
Ein Kapitel im Roman Die japanische Tasche von Adolf Muschg heißt „Bleibtreustraße“.
Ein Gedicht von Mascha Kaléko heißt Bleibtreu heißt die Straße, und nach diesem Titel benannte Jan Koneffke sein Kaléko-Hörspiel.